# Taenaris diana
Taenaris diana är en fjärilsart som beskrevs av Butler 1870. Taenaris diana ingår i släktet Taenaris och familjen praktfjärilar. Inga underarter finns listade i Catalogue of Life.